# Scherwiller
Scherwiller (Duits:Scherweiler) is een gemeente in het Franse departement Bas-Rhin (regio Grand Est). De plaats maakt deel uit van het arrondissement Sélestat-Erstein. Scherwiller telde op 1 januari 2022 3.121 inwoners.

## Geografie
De oppervlakte van Scherwiller bedroeg op 1 januari 2022 18,08 vierkante kilometer; de bevolkingsdichtheid was toen 172,6 inwoners per km².

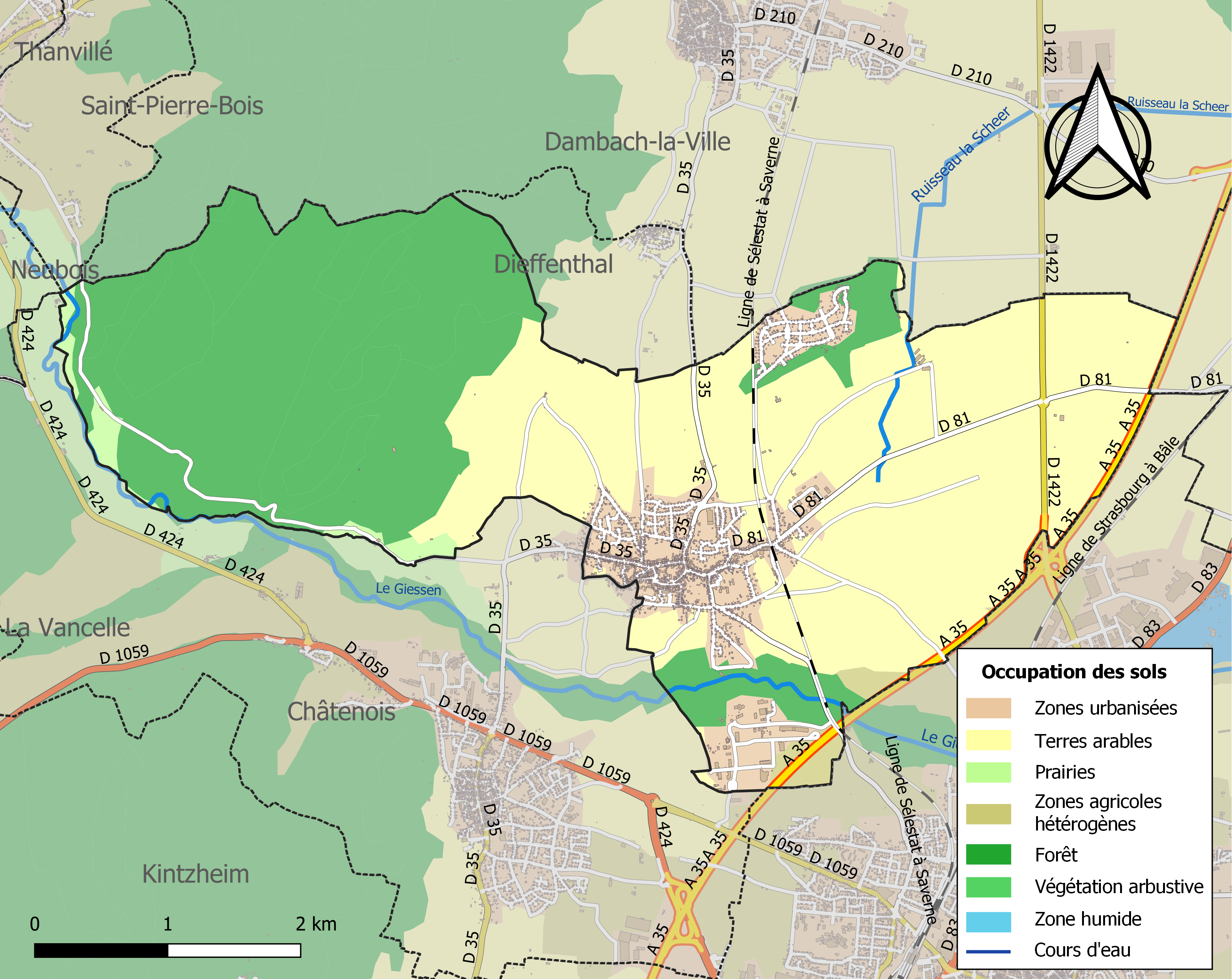
Kaart van de gemeente met de belangrijkste infrastructuur, bodemgebruik en omliggende gemeenten

## Demografie
Onderstaande figuur toont het verloop van het inwonertal (bron: INSEE-tellingen).